# Алис Осман
Алис Мей Осман (на английски: Alice May Oseman) е британска авторка на тийнейджърски романи. През 2014 г. тя е на 17 години и публикува първия си роман Solitaire. Следващите ѝ романи са Radio Silence, I Was Born for This и Loveless. Автор и илюстратор е на поредицата от графични романи „Сърцебиене“, както и сценарист на телевизионната им адаптация по „Нетфликс“.

## Ранен живот и образование
Алис Осман е родена в Чатъм, Кент и с по-малкия си брат Уилям израства в местност, близо до Рочестър. През 2016 г. завършва бакалавърска степен по изкуства, специалност „Английска литература“ в университета Дърам, Англия.

## Личен живот
С представянето на романа Loveless Осман разкрива, че има аромантична асексуалност.